# ローラースポーツ

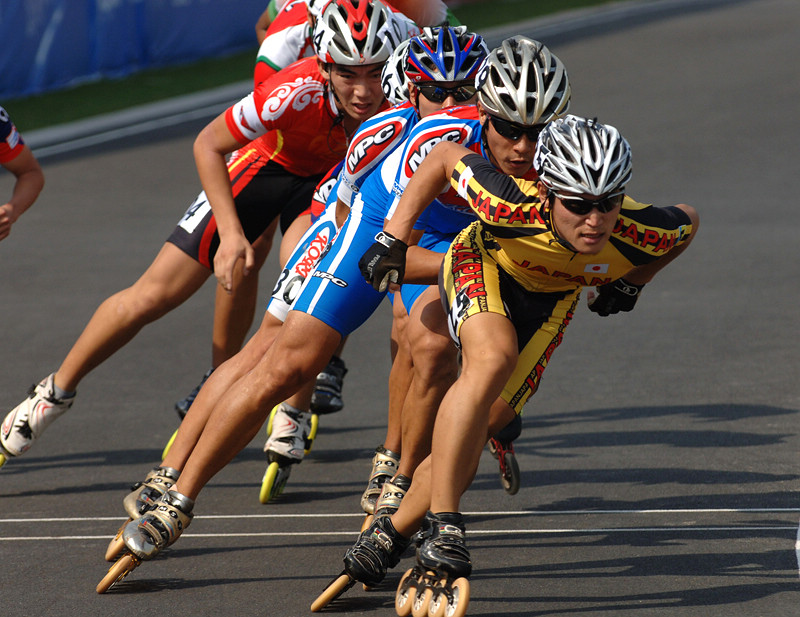
第13回アジアローラースポーツ選手権でのインラインスケート・スピード・トラック

ローラースポーツ (Roller Sports) は、ローラータイプの車輪を実装した重力や人力で動くローラースケートなどの運動機器を利用したスポーツ。国際競技連盟はワールドスケート。日本での国内競技連盟はワールドスケートジャパン。旧称ローラースケート。旧別名ローラースケーティング。

## 分野
主に以下のような分野・種別・種目がある。

### スケートボード

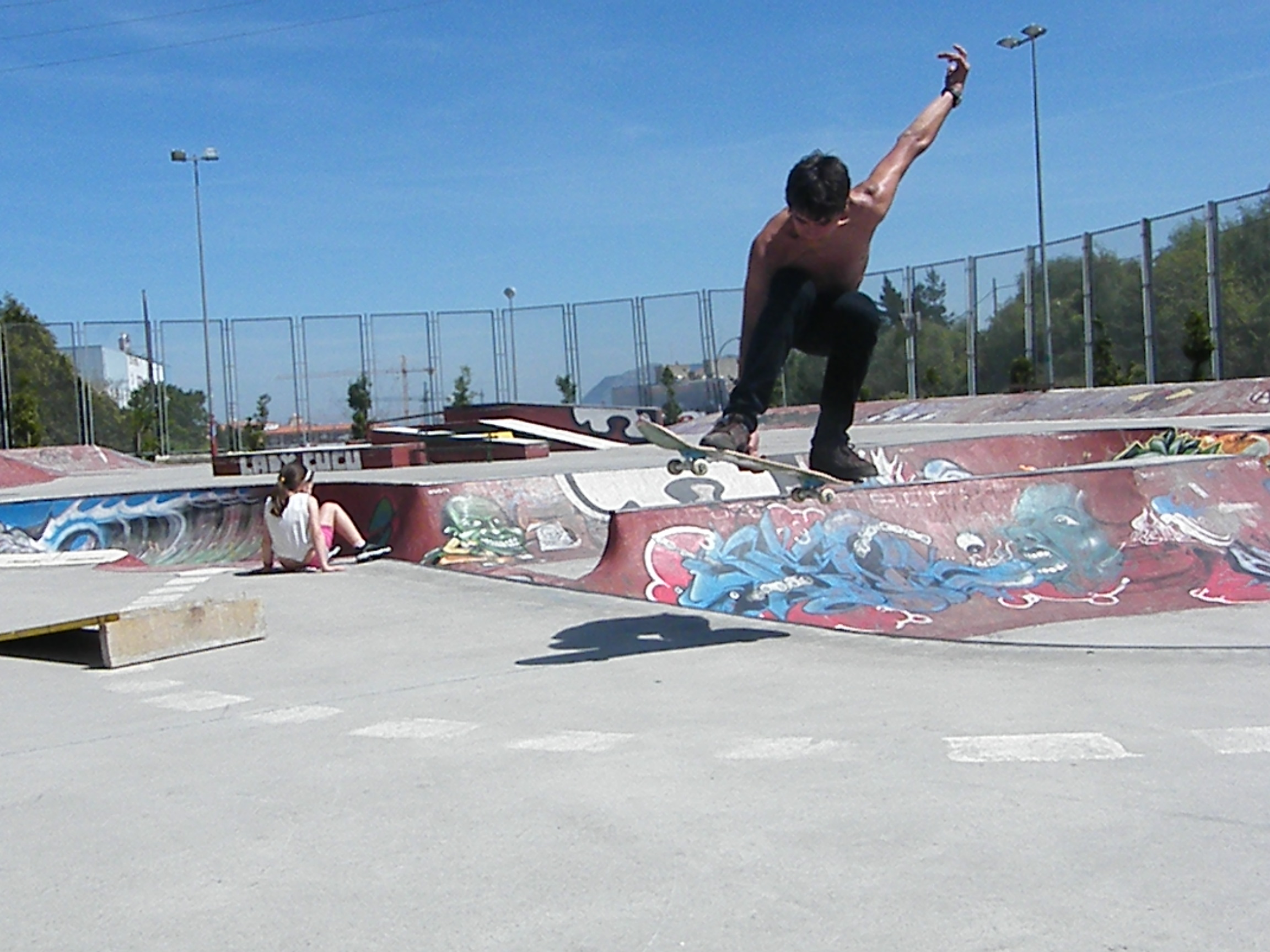
スケートボード・パーク

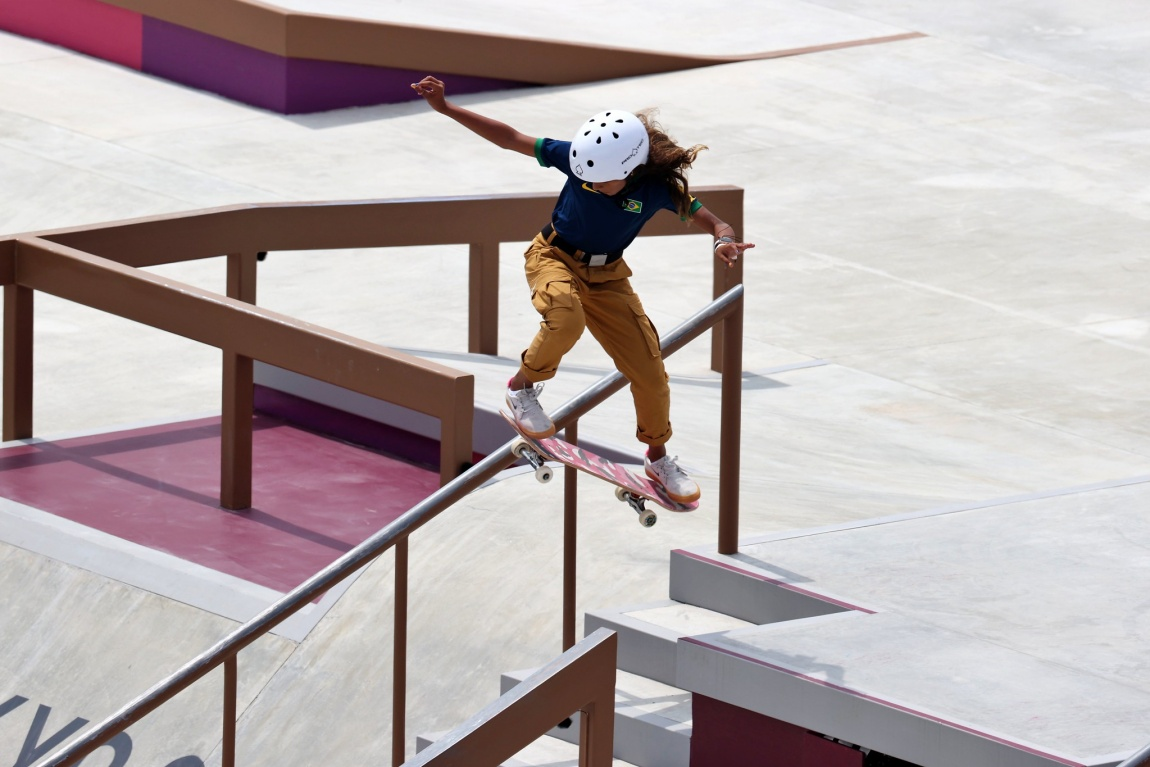
スケートボード・ストリート

スケートボードでは国際ローラースポーツ連盟 (FIRS) より盛んに活動していた国際競技連盟として国際スケートボード連盟 (International Skateboarding Federation, ISF) があったがFIRSと統合してワールドスケートとなった。日本の国内競技連盟としてはワールドスケートジャパンの他に日本スケートボーディング連盟やISFに加盟していた日本スケートボード協会がある。以下のような種目がある。
- パーク
- ストリート
- フリースタイル
- バート
- ビッグエアー
- スラローム

### インラインスケート

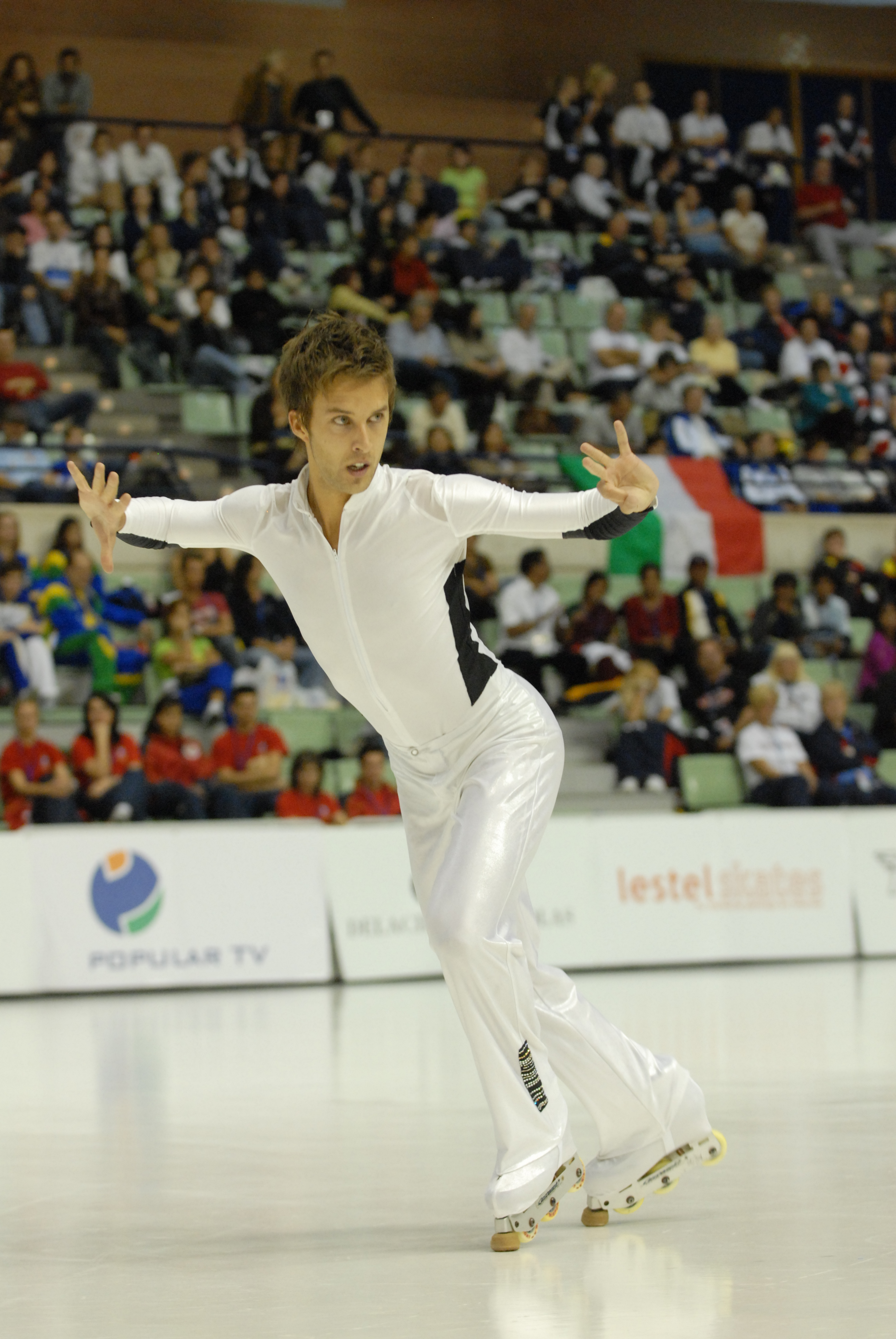
インラインスケート・アーティスティック

インラインスケートを使用して実施するローラースケート競技。日本の国内競技連盟としてはワールドスケートジャパンの他に日本インラインスケート協会がある。以下のような種目がある。

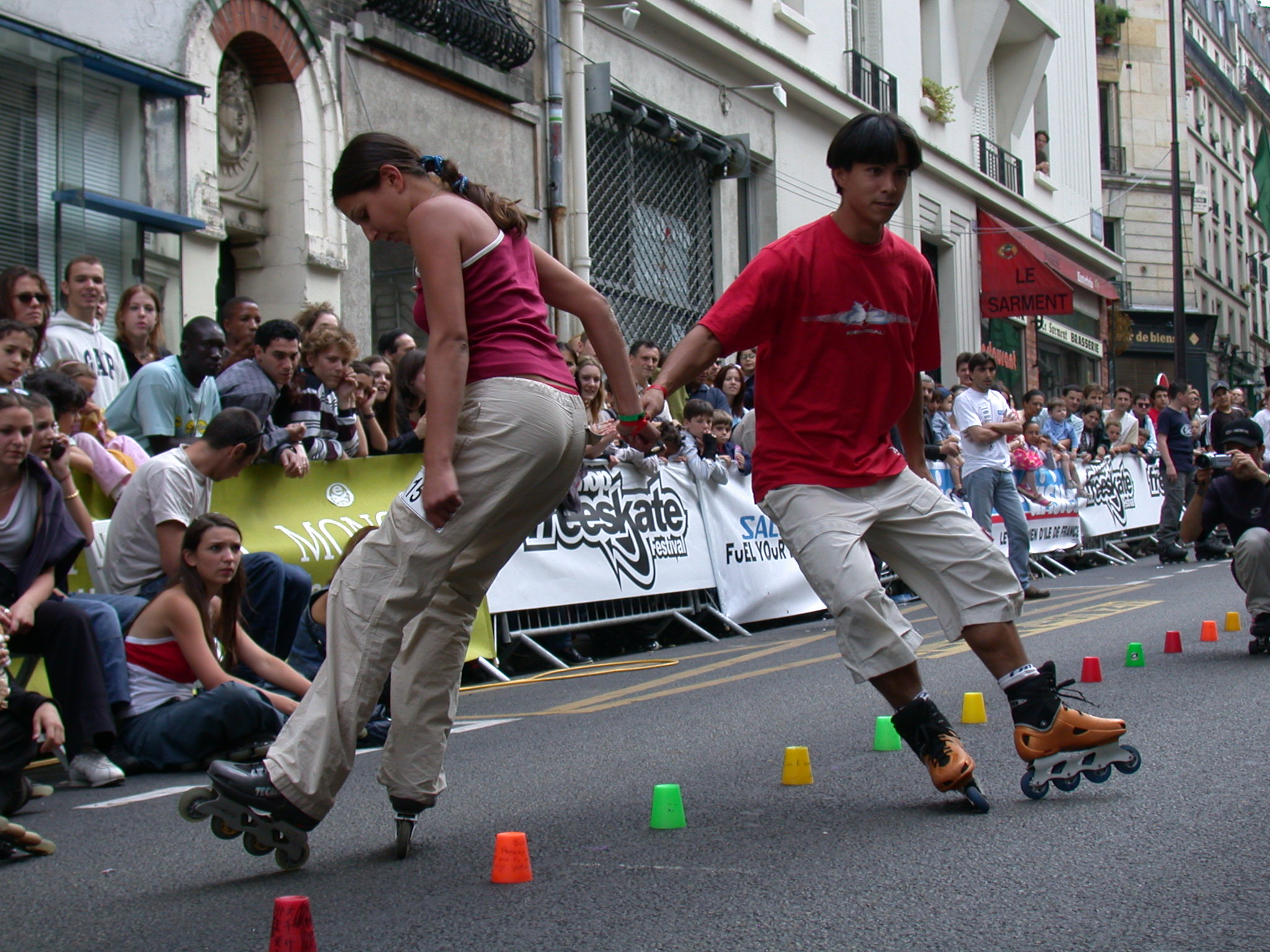
インライン・フリースタイル・ペア

- スピード
  - トラック
  - ロード
  - マラソン
- アーティスティック
- インライン・アルペン[3]
  - スラローム
  - パラレル・スラローム
  - ジャイアント・スラローム
  - コンバインド・SL・ラン
  - チームスラローム
- インライン・ダウンヒル

- インライン・フリースタイル
  - スライド
  - クラシック・スラローム
  - バトル・スラローム
  - ペア
- スケート・クロス

#### インラインホッケー

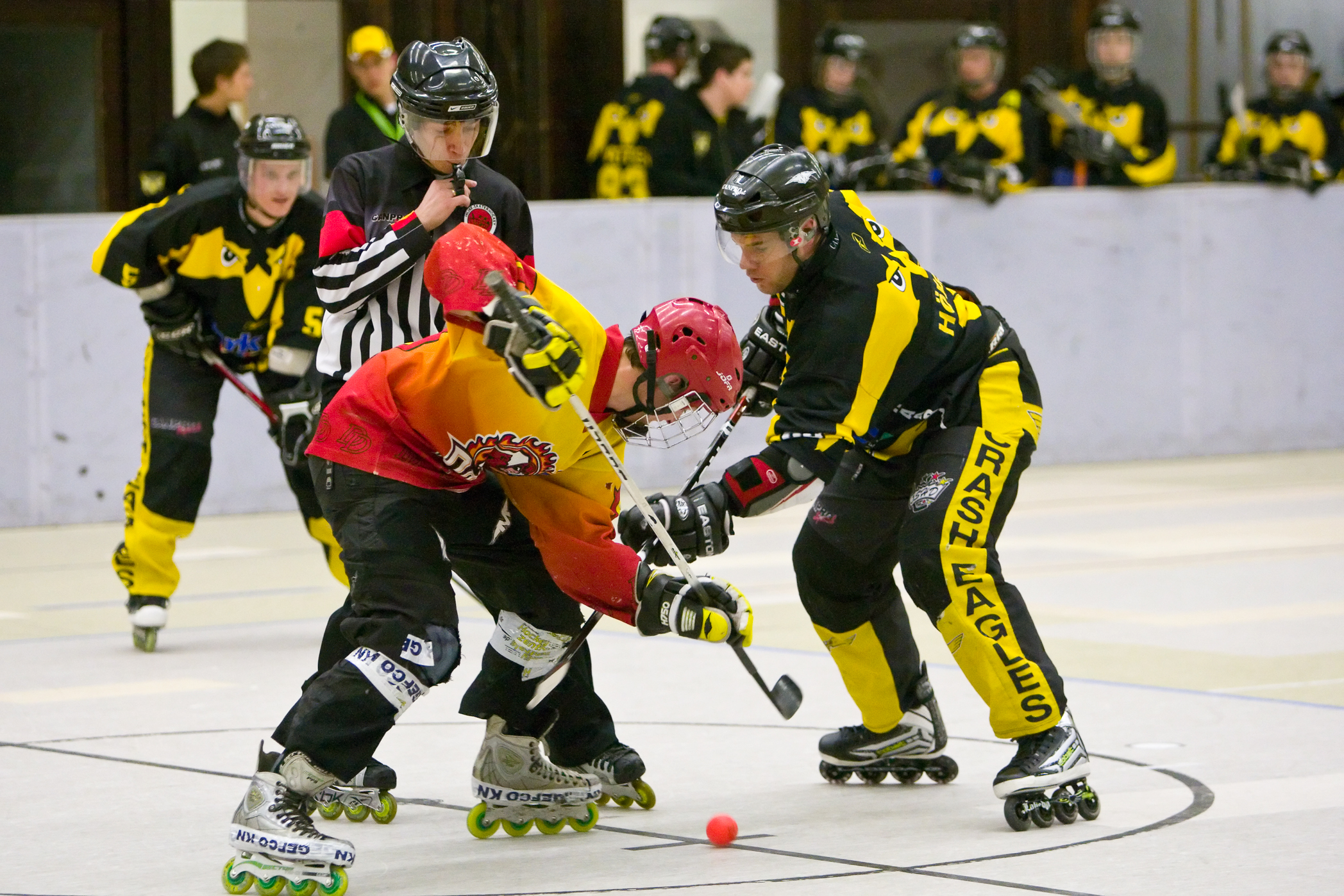
インラインホッケー

インラインホッケーでは国際競技連盟としてワールドスケートの他に国際アイスホッケー連盟があるが2018年から2020年まで世界選手権大会を開催していない。

#### アグレッシブインライン

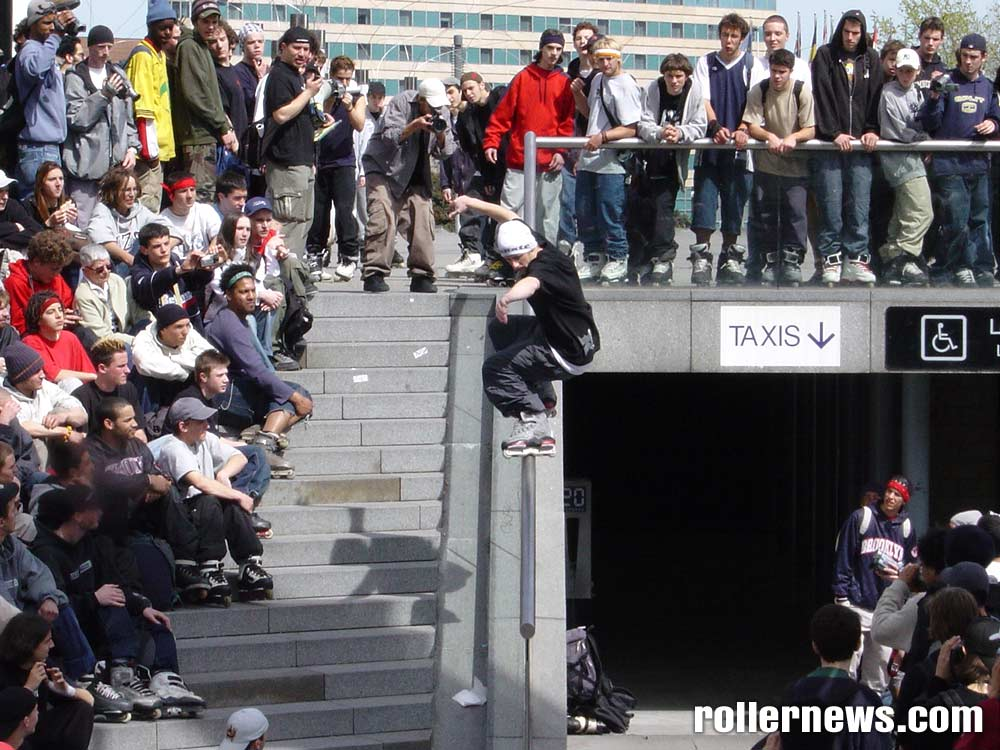
アグレッシブインライン・ストリート

アグレッシブインラインでは日本の国内競技連盟としてワールドスケートジャパンの他に日本インラインスタント協会 (JASPA) がある。JASPAの主催大会をワールドスケートジャパンが後援している。別名ローラー・フリースタイル。
- バート
- ストリート
- パーク
- スロープスタイル

#### ローラー・サッカー

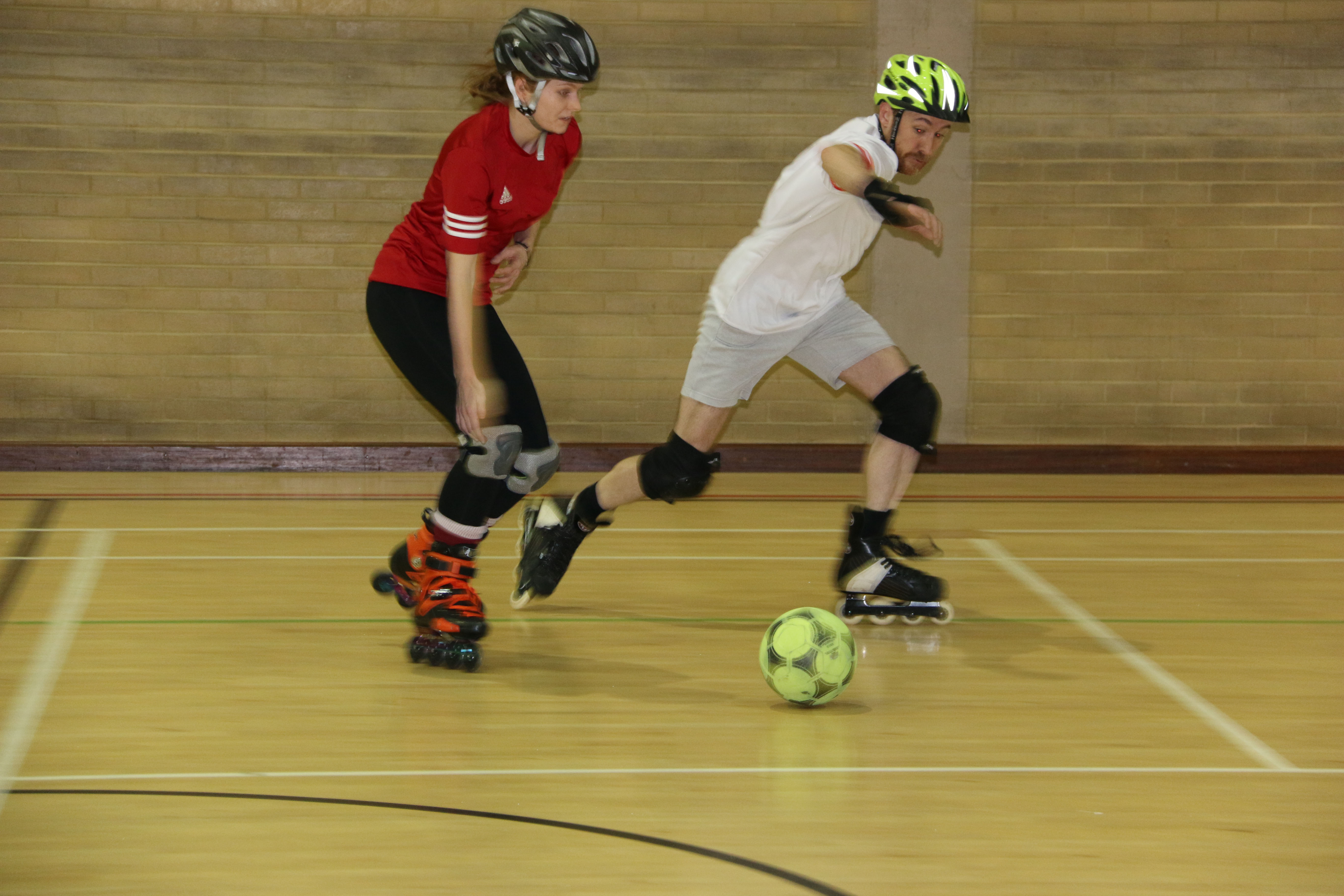
ローラー・サッカーの試合

ローラー・サッカーはインラインスケートを使用してのサッカー。2020年現在、ワールドスケートでは実施していない。別名ローラー・フットボール。

### ローラースケート

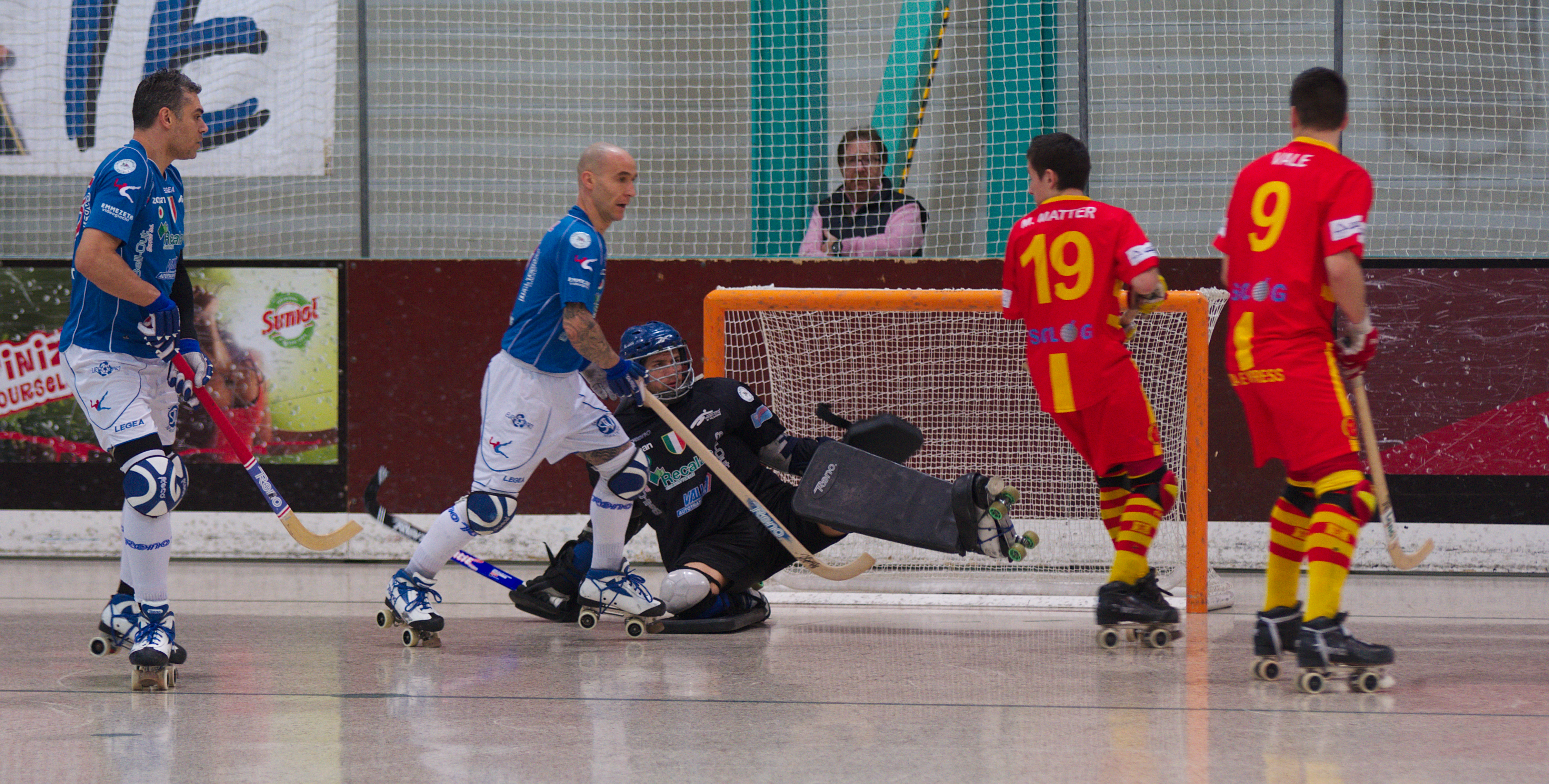
ユーロリーグでのリンクホッケー

クワッドスケートを使用して実施するローラースケート競技。以下のような種目がある。
- スピード
  - トラック
  - ロード
  - マラソン
- アーティスティック

#### リンクホッケー
リンクホッケーはクワッドスケートを使用してのホッケー。

#### ローラーダービー

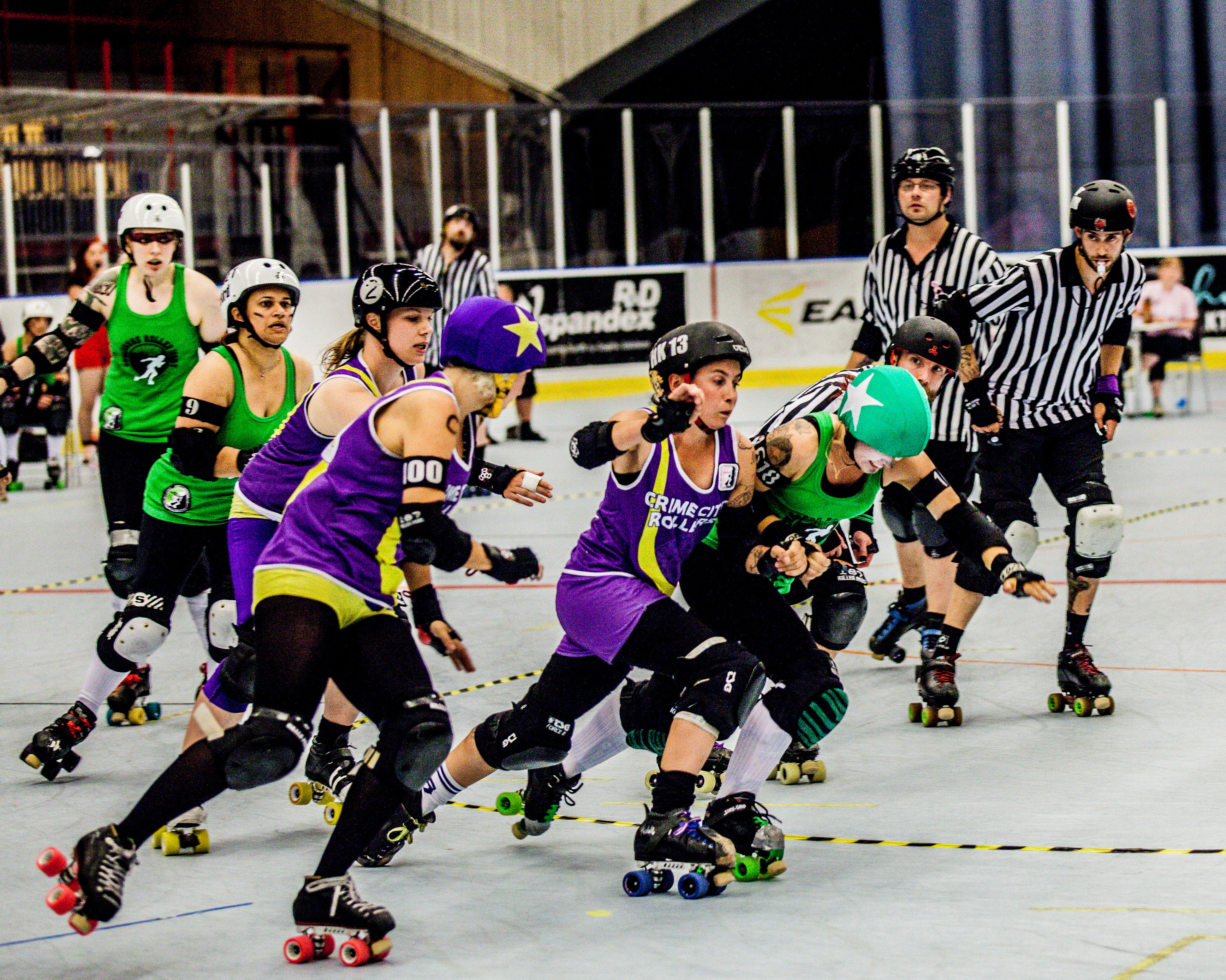
ローラーダービ－

ローラーダービーはクワッドスケートを使用したチームローラースポーツ。別名ローラーゲーム。

### スクーター

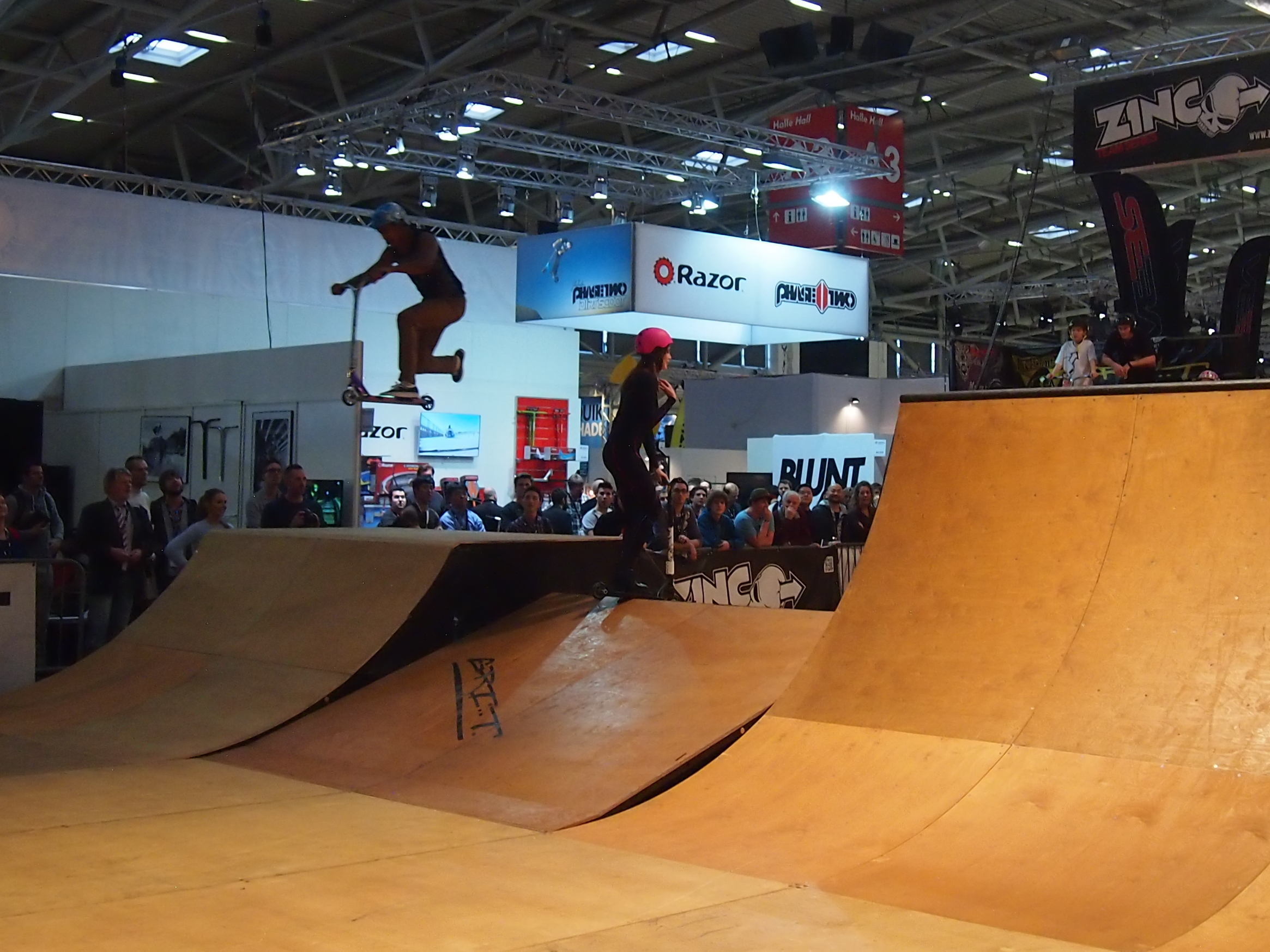
スクーター・バート

スクーターには日本の国内競技連盟、普及振興団体として日本キックスケーター協会がある。別名キックスケーター。以下のような種目がある。
- パーク
- ストリート

### ローラースキー

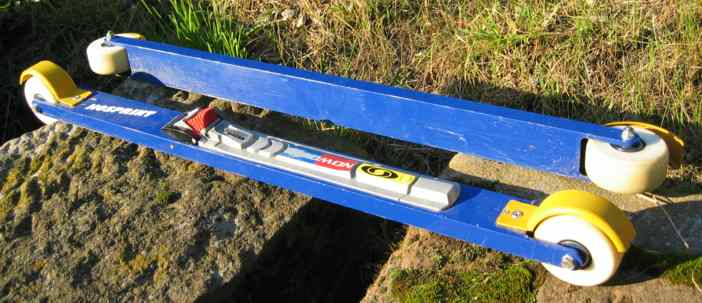
ローラースキー

ローラースキーは2020年現在、ワールドスケートでは実施していない。